# Piarista Gimnázium (Vác)
A váci Piarista Gimnázium (teljes nevén: Piarista Gimnázium és Kollégium) öt- és nyolcosztályos gimnázium a piaristák fenntartásában.

## Az iskola történelme

### Az alapítás és az első évek
A török hódoltság ideje alatt szinte teljesen lepusztult város a 18. század elején gyors fejlődésnek indult. Kollonich Zsigmond váci püspök gondoskodni kívánt a város lelkipásztori ellátásáról és az ifjúság neveléséről (valamint a protestánsok arányának csökkentéséről), ezért 1714. október 3-án kelt alapítólevelében alapítványt rendelt az iskola javára, a fönntartáshoz hiányzó összeg fejében pedig a piaristákra bízta a váci felsővárosi plébánia ellátását. Az első piaristák 1714 őszén érkeztek Vácra Zajkányi Lénárt vezetésével, és megkezdték a tanítást. 1716-ban Kollonich püspök Bécsbe került, és a plébánia elvesztése miatt nehéz helyzetbe jutó rendtagokat 1725-ben Berkes András váci nagyprépost segítette ki saját házának rendi célra történő felajánlásával. A nagyprépost telkén rendház és templom is épült 1727-re.

### Hullámhegyek, hullámvölgyek
1733-ra már hatosztályos lett az intézmény, indult humanista osztály, majd 1764-től filozófiai kurzus is. Ezek az osztályok a kisgimnáziumon felül magasabb képzést adtak, a rendi utánpótlásban is szerepet játszottak. Migazzi Kristóf püspök számos formában segítette az iskolát. Ekkor látogatta meg az intézményt Mária Terézia, akinek a diákok egy Plautus darab színre vitelével kedveskedtek. A püspök ösztönzésére létesült – a királynő támogatásával – a nemes ifjak nevelésére szolgáló Theresianum, ahol szintén piaristák oktattak. Migazzi püspök adományából az iskola új épületrésszel bővült, amit latin nyelvű emléktábla hirdet az épületszárny bejárata fölött. Mindeközben 17688-ban az iskola tanulóinak létszáma elérte az 553-at.
Már a Mária Terézia által kiadott Ratio Educationis következtében csökkenésnek indult az iskola létszáma, mert a gimnáziumi felkészítő osztályokat megszüntették. Az igazi erőpróbát azonban II. József intézkedései jelentették. 1784-ben megszüntette a Theresianumot. Egy évre rá az elűzött domonkosok épületébe helyezte át az iskolát és tandíjat vezetett be, míg az iskola épületét laktanyaként, a templomot istállóként hasznosította. A tanulólétszám ezek következtében a harmadára esett vissza.
I. Ferenc uralkodása alatt viszonylag gyorsan helyreállt a régi rend: 1796-ban a piaristák visszakapták épületüket, 1806-ban a 2. Ratio Educationis értelmében ismét hatosztályos lett a gimnázium.
Az 1848–49-es forradalom és szabadságharc idején az iskolát bezárták (sokan részt vettek a harcokban). Leverése után a neoabszolutista kormányzat tanügyi rendeletet adott ki, amiben bevezették a nyolcosztályos gimnáziumot és az érettségit. Mivel Vácon ezt a Rend nem tudta finanszírozni, csak négyosztályos iskola működhetett, ami a gyereklétszám 100 alá való csökkenését eredményezte. Ugyan 1852-ben itt állították föl a rendtartomány akkori egyetlen noviciátusát, amely 1947-ig működött, de a pangáson ez sem segített.
Évtizedeknek kellett eltelniük, mire az iskola visszanyerte régi énjét. Nem sokkal a kiegyezés után (1870-ben) Peitler Antal püspök és a város kérésére az iskola ismét hatosztályossá bővült, majd Petróczy László kartali plébános alapítványából 1880. szeptember 16-án ünnepélyesen megnyitották a nyolcosztályos főgimnáziumot. A következő évben már 12 tanuló érettségizett az iskolában. A tanulószám emelkedése és az igények változása 1893-ban építkezést tett szükségessé: az új épületszárnyat Schuster Konstantin váci megyéspüspök, egykori piarista rendtag építtette meg a magánvagyonából. Ebben már tornaterem, rajzterem, szertárak, valamint fizikai és természetrajzi előadótermek is voltak.
A világháborús vereség, az ország szétdarabolása és a forradalmak megrázkódtatásai csüggedés helyett tettvágyat eredményeztek. 1922-ben megalakították a 192. számú Erdősi Imre Cserkészcsapatot, a következő évben pedig létrejött a Váci Piarista Diákszövetség, aminek célja a rendhez való ragaszkodás, a hazaszeretet, a vallásosság és az összetartozás ápolása, jelenlegi és volt diákjainak erkölcsi és anyagi támogatása. Bővült az iskolaépület, a főépület avatóünnepélye 1941. szeptember 7-én volt. Az új szárnyat Hültl Dezső tervezte.

### A tetszhalott
A második világháború után hatalomra kerülő kommunisták elképzelései szerint a civil és egyházi szervezetek, intézmények felszámolásra kerültek. 1948-ban államosították az iskolákat, a váci piarista iskolát is, majd két év múlva feloszlatták a szerzetesrendeket (de a piaristák Budapesten és Kecskeméten folytathatták az oktatást). A váci piaristák szétszóródtak, páran megmaradhattak a Rendben, páran egyházmegyei alkalmazásba kerültek, mások világi foglalkozás után néztek. Az 1948-ban államosított gimnázium két év múlva Sztáron Sándor nevét kapta (később átköltözött a Papnevelő Intézet épületébe), és ebben az évben indult meg az épületben az első gépipari technikumi osztály, ez Lőwy Sándor nevét vette fel. A rendszerváltáskor Sztáronból Madách Imre Gimnázium, Lőwyből Boronkay György Műszaki Szakgimnázium és Gimnázium lett. A piarista szellem az egykori iskolában végzettek életében, emlékeiben és a Szent Anna Kórusban élt tovább.

### Újraindulás
A piaristák 1990. július 29-én, a templom búcsúján jelentek meg újra Vácon. A tulajdonképpeni újraindulás szeptember 29-én volt, az ismét ide költöztetett Noviciátus ház Veni Sancte-jával. A gimnáziumi oktatás a következő év szeptemberében kezdődött két I. osztályban 40–40 tanulóval. Az újraindításban résztvevő piaristák: Kőváry Károly igazgató, Pázmándy György házfőnök, Ludmány Antal (a ’48 előtti iskola tanára), Molnár István, dr. Nemes György, dr. Jelenits István (akkori tartományfőnök) és Vereb Zsolt igazgatóhelyettes (egy év múlva).
Az épületegyüttesben a Boronkay és a Piarista Gimnázium párhuzamosan működött, voltak közösen használt részek (konyha, tornaterem), 1998-ban elkészült a tornacsarnok. 2001 szeptemberében három koedukált osztály kezdte meg a 9. évfolyamot, a következő évben egy osztállyal ismét megindult a nyolcosztályos gimnázium. 2003 szeptemberére az iskola visszakapta a teljes épületet, megkezdődött a felújítás. 2004 őszén az egyik kilencedik osztály nyelvi előkészítő osztályként indult. A következő évben új könyvtárterem és fiúkollégium került kialakításra az épületben. 2009-ben haladta meg az iskola tanulóinak létszáma története során először a 600-at. 2014-ben ünnepelte az iskola alapításának 300., 2017-ben pedig az újraindulás 25. évfordulóját. 2022 és 2024 között felújították az épület külső és belső udvari homlokzatát.

## Személyek

### Egykori neves diákok

#### Egyházi személyek
- Balás Lajos (1855–1920) rozsnyói püspök
- Borbély István (1903–1987) jezsuita szerzetes, tartományfőnök
- Csellár István Jenő (1911–1959) pálos szerzetes, tartományfőnök
- Endrey Mihály (1905–1977) váci püspök
- Gossman Ferenc (1870–1931) váci segédpüspök
- Gyéressy Béla Ágoston (1908–1986) pálos szerzetes, művészettörténész
- Kacziba József (1914–1989) püspök, győri apostoli adminisztrátor
- Kovács Vince (1886–1974) váci püspök
- Marosi Izidor (1916–2003) váci püspök
- Nyáry Ernő (1906–1987) karmelita szerzetes, bagdadi érsek
- Révész István (1862–1929) tábori püspök

#### Művészek
- Füredi Mihály (1816–1869) operaénekes, népdalgyűjtő
- Madách Imre (1823–1864) költő, író
- Maklári József (1922–1999) karnagy
- Penczner Pál (1916–2010) festőművész

#### Tudósok
- Andreánszky Gábor (1895–1967) botanikus
- Bereczki Máté (1824–1895) pomológus
- Dercsényi Dezső (1910–1987) művészettörténész
- Gánti Tibor (1933–2009) vegyészprofesszor
- Glaser Lajos (1903–1944) geográfus, térképész, levéltáros
- Haris Béla (1901–1979) mérnök
- Inczédy János (1923–2012) vegyészmérnök, egyetemi tanár
- Jávorszky Ödön (1906–1975) orvos
- Katona Lajos (1862–1910) néprajzkutató
- Kornis Gyula (1885–1958) piarista szerzetes, kultúrpolitikus, egyetemi tanár, filozófus
- Nagy Iván (1824–1898) történész, genealógus
- Rubik Ernő (1910–1997) mérnök, feltaláló
- Tragor Ignác (1869–1941) helytörténeti író
- Wenzel Gusztáv (1812–1891) jogtudós
- Zelovich Kornél (1869–1935) mérnök, egyetemi tanár

#### Politikusok
- Hajnik Pál (1808–1864) ügyvéd, az 1848/49-es népképviseleti országgyűlés tagja, országos rendőrfőnök
- Inczédy-Meiszner János (1881–1967) Vác polgármestere
- Karay-Krakker Kálmán (1880–1953) Vác polgármestere
- Preszly Elemér (1877–1971) országgyűlési képviselő, Pest-Pilis-Solt-Kiskun vármegye főispánja
- Szücs István (1867–1953) Pestújhely egyik alapítója, Antall József miniszterelnök anyai nagyapja

#### Sportolók
- Hirling Zsolt (1984–) világbajnok evezős
- Pauman Dániel (1986–) olimpiai érmes kajakozó

## Galéria

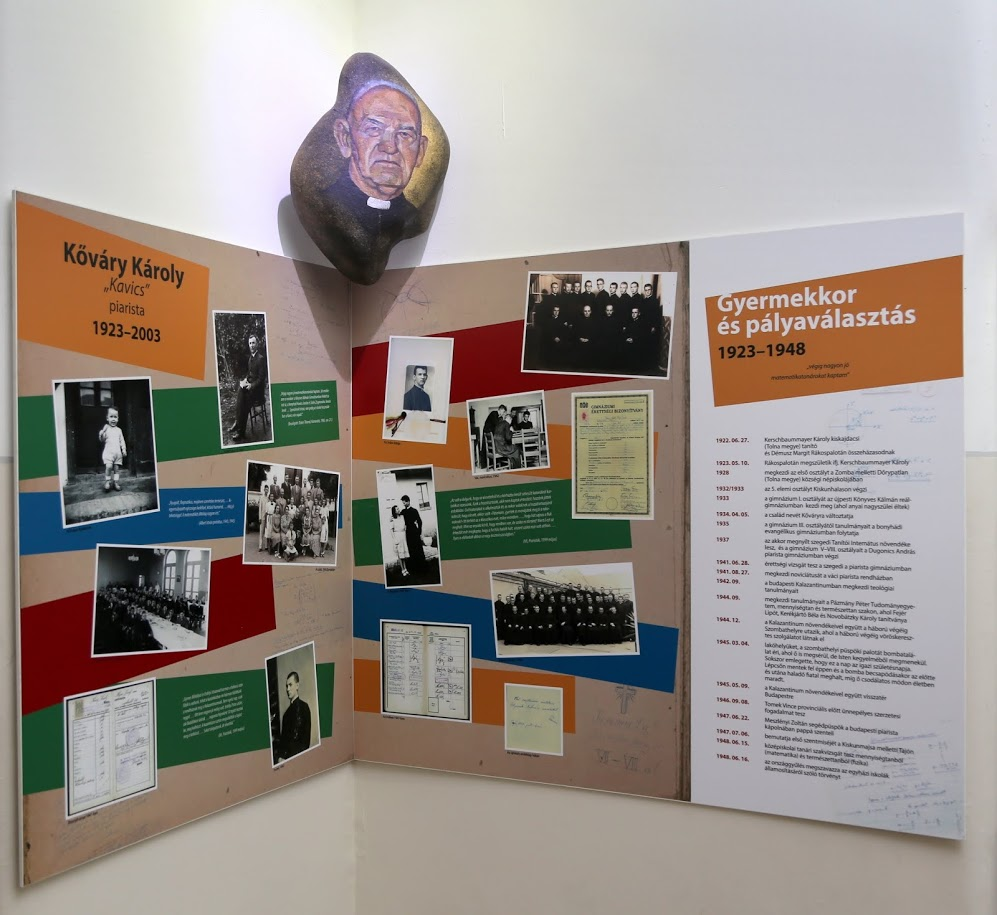
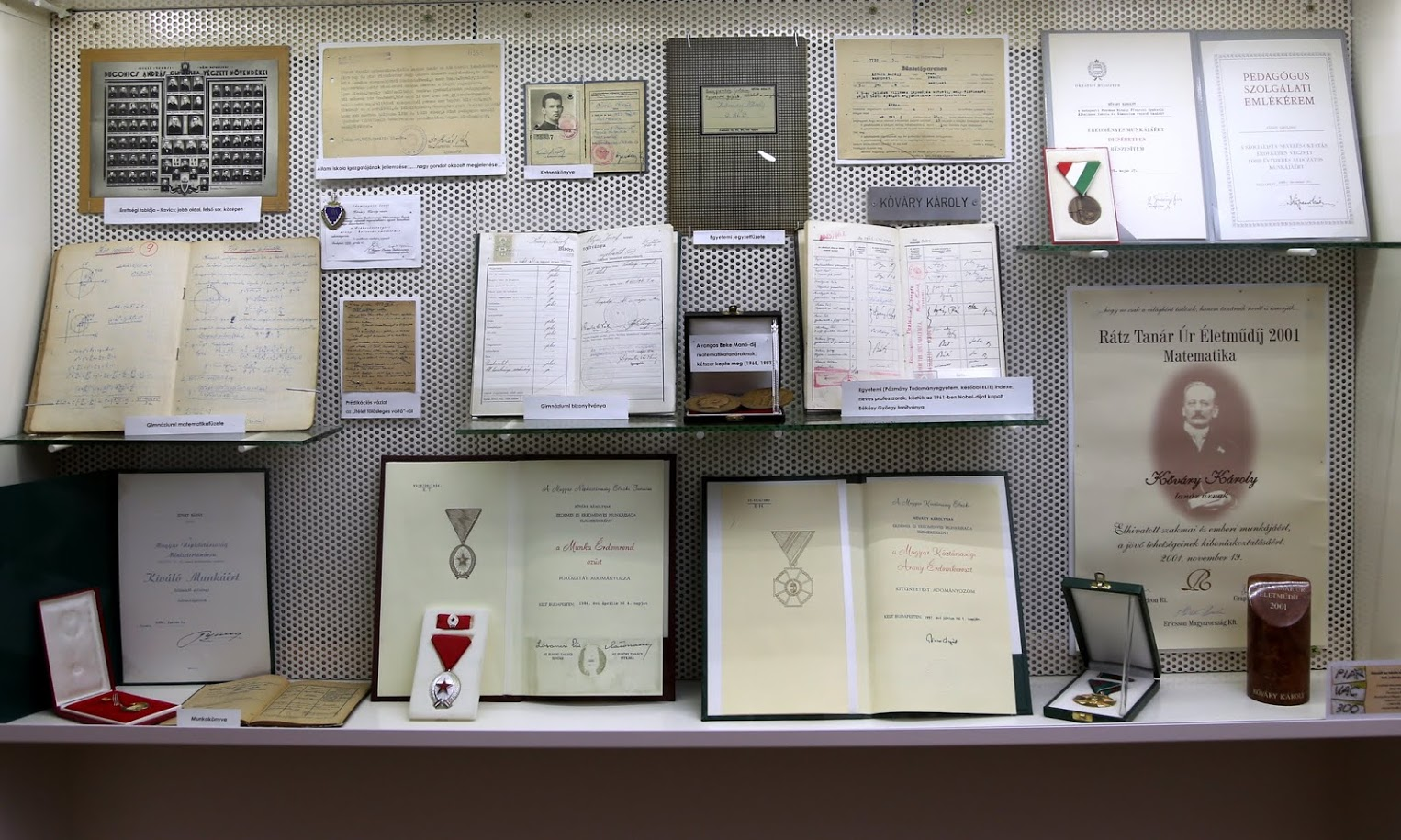
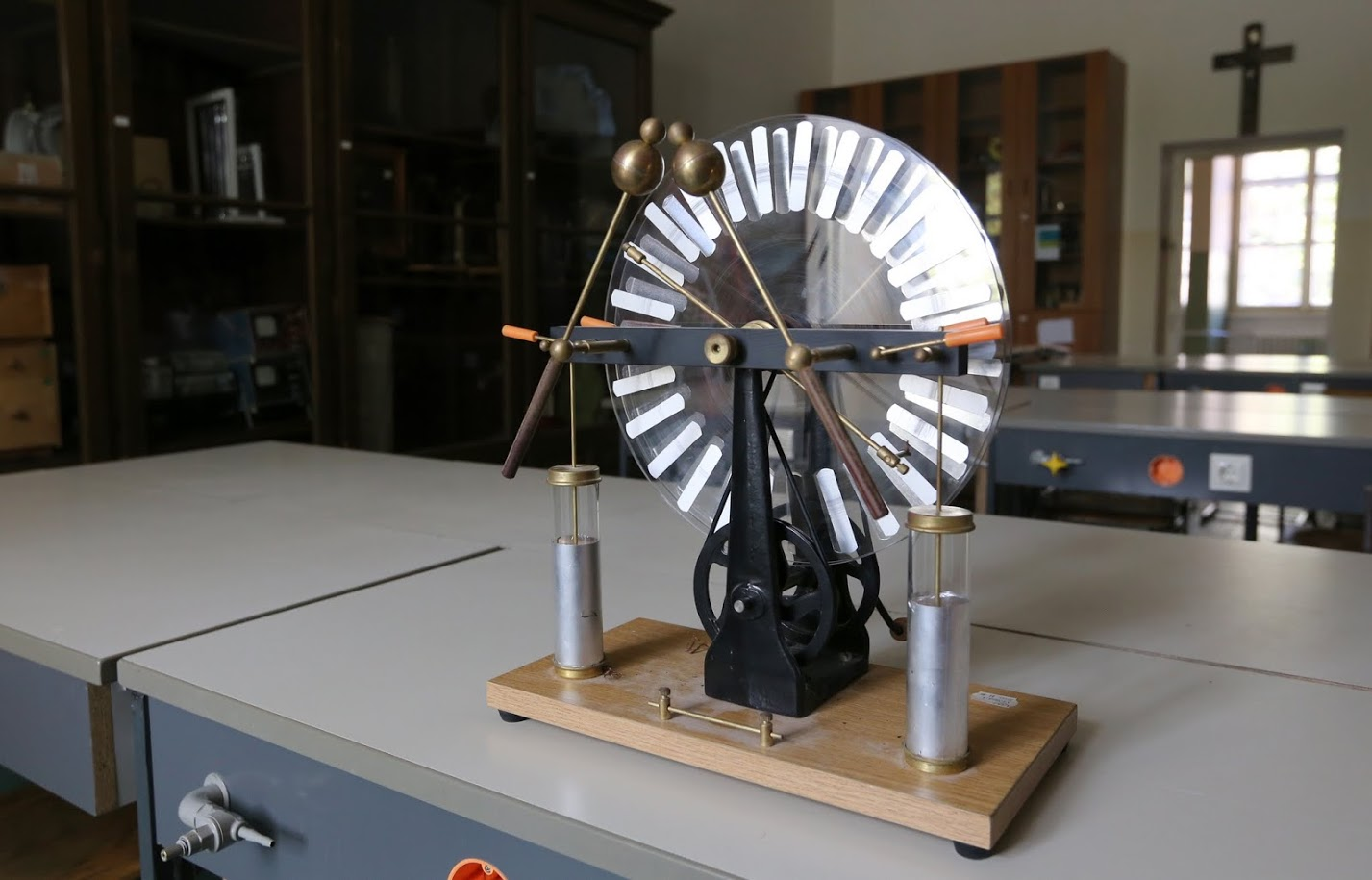
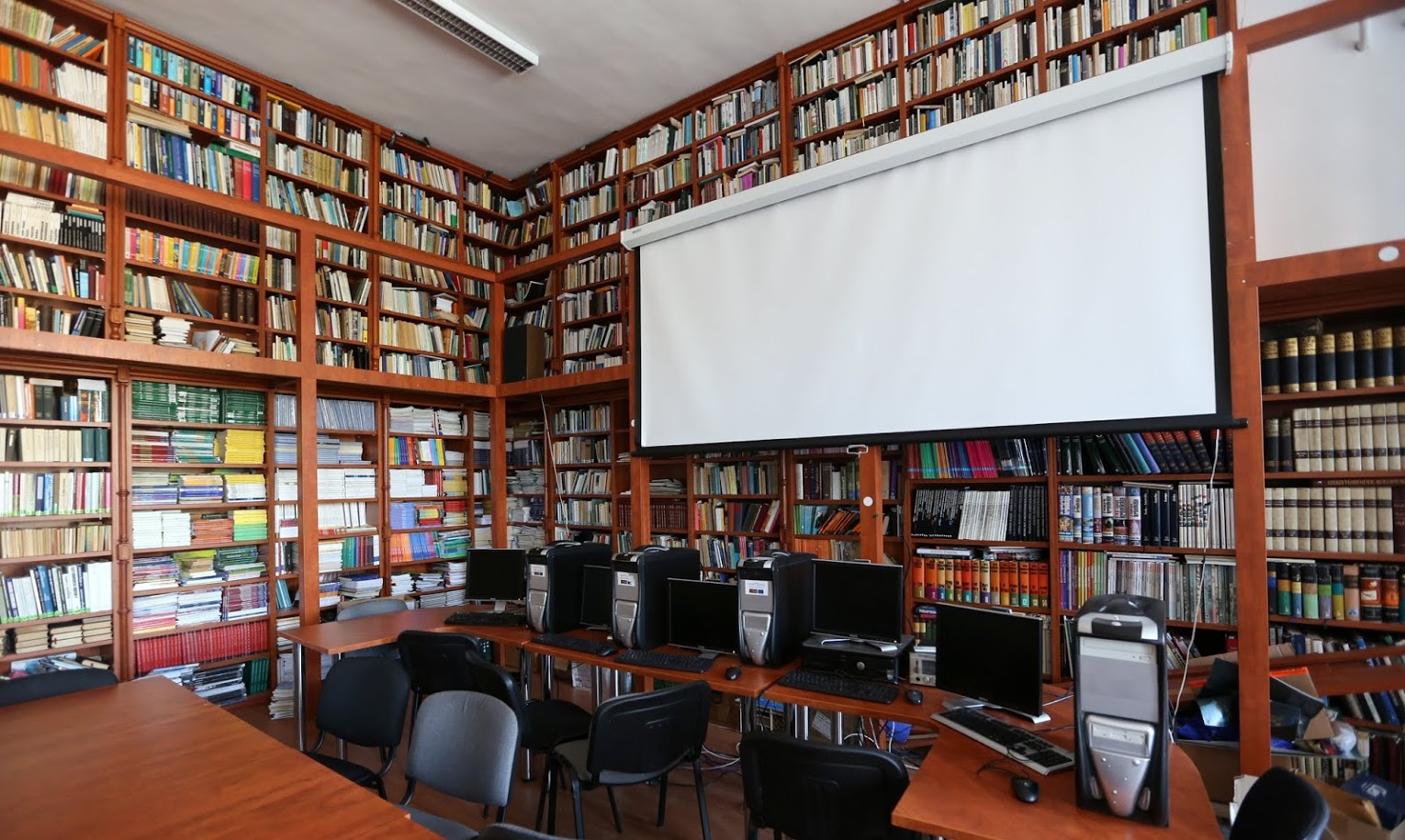
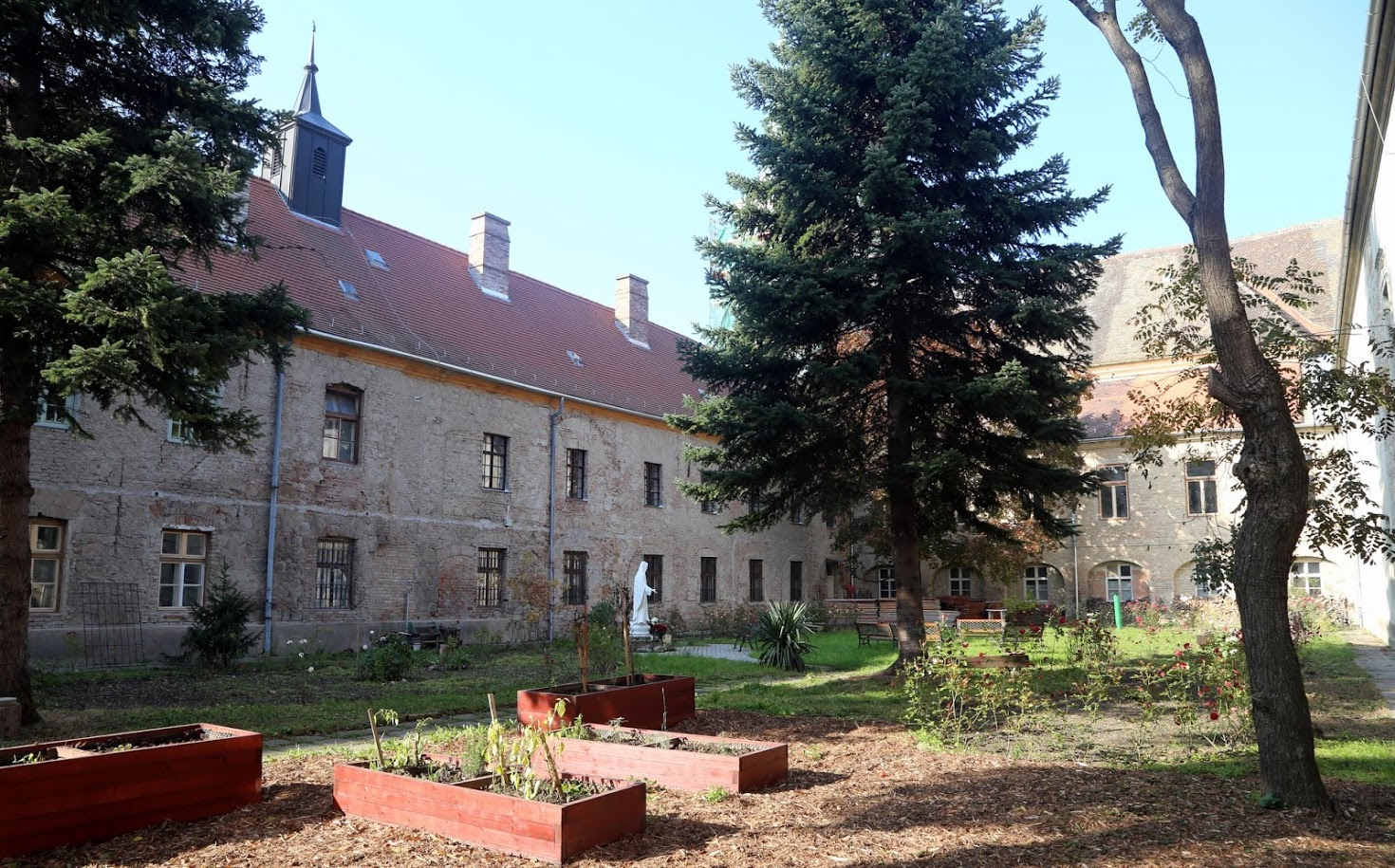
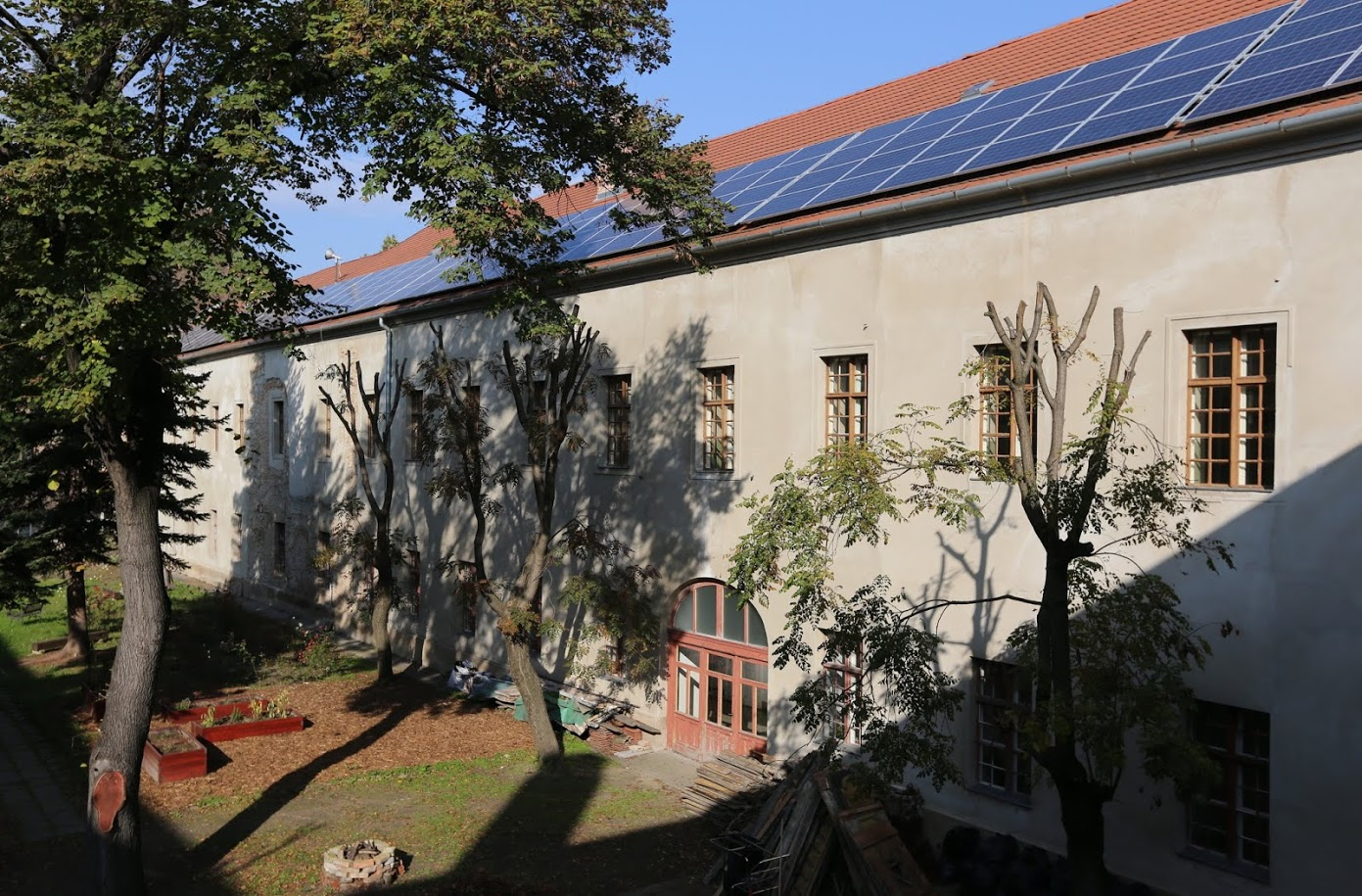
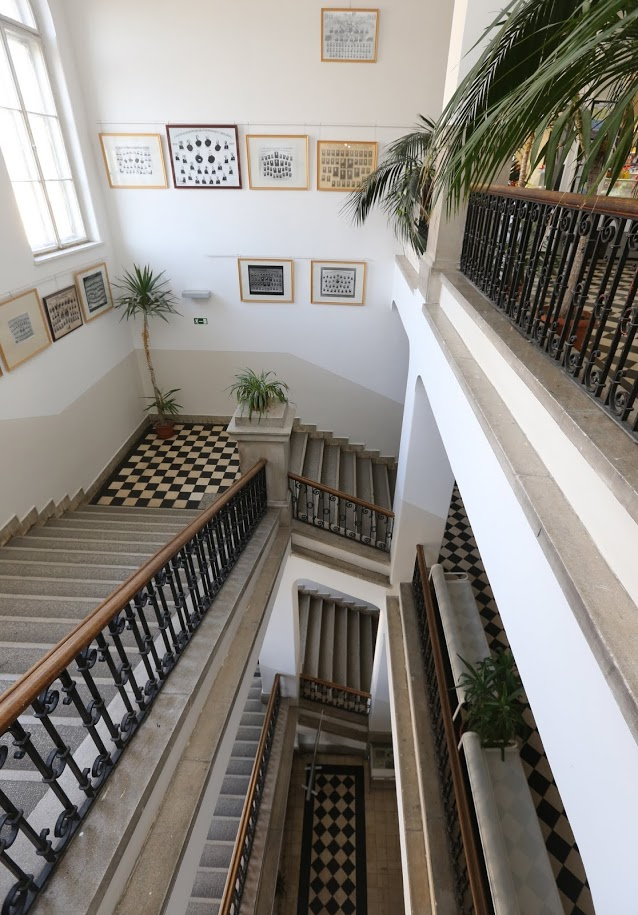
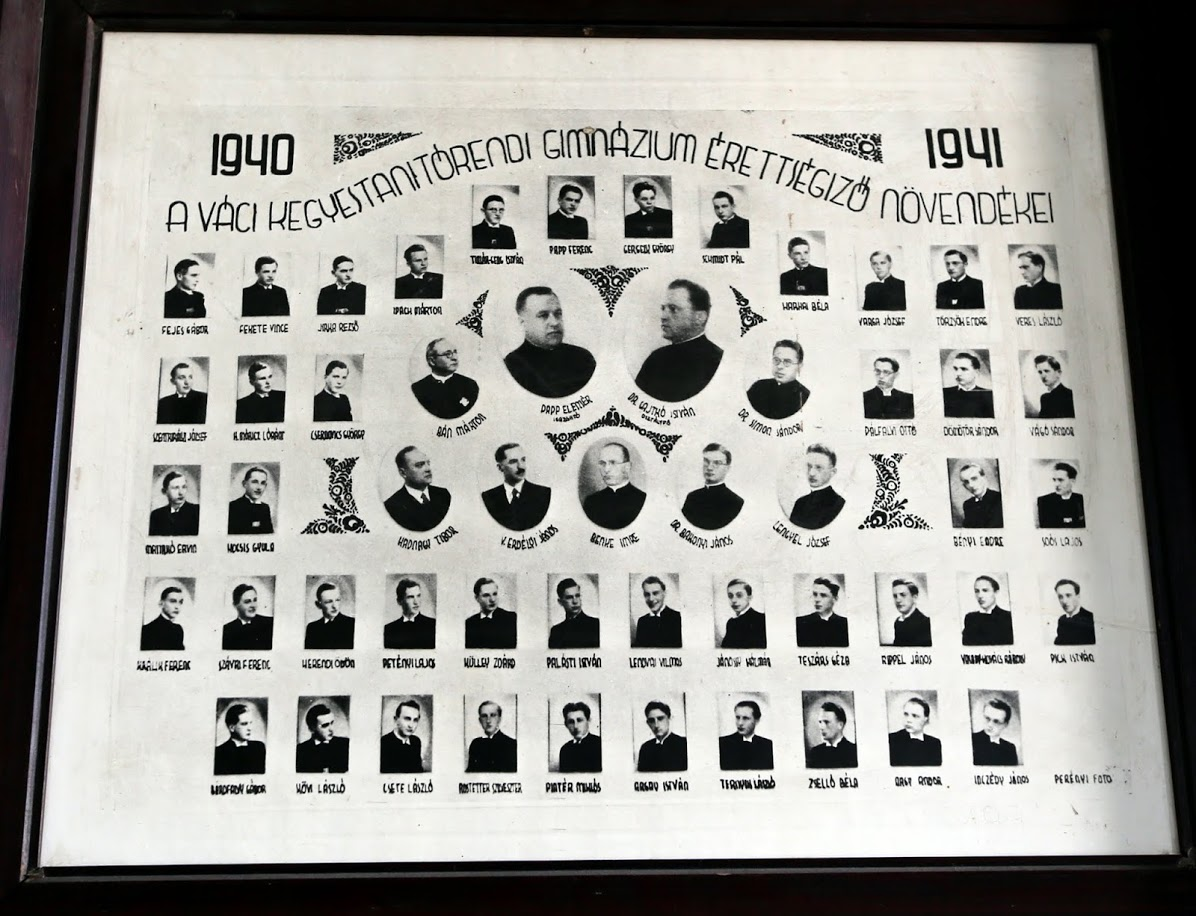
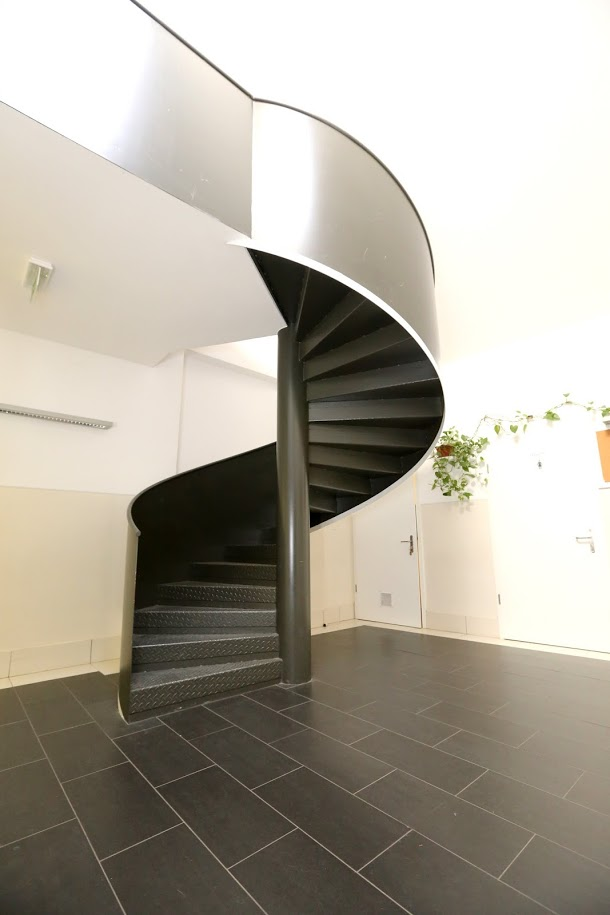
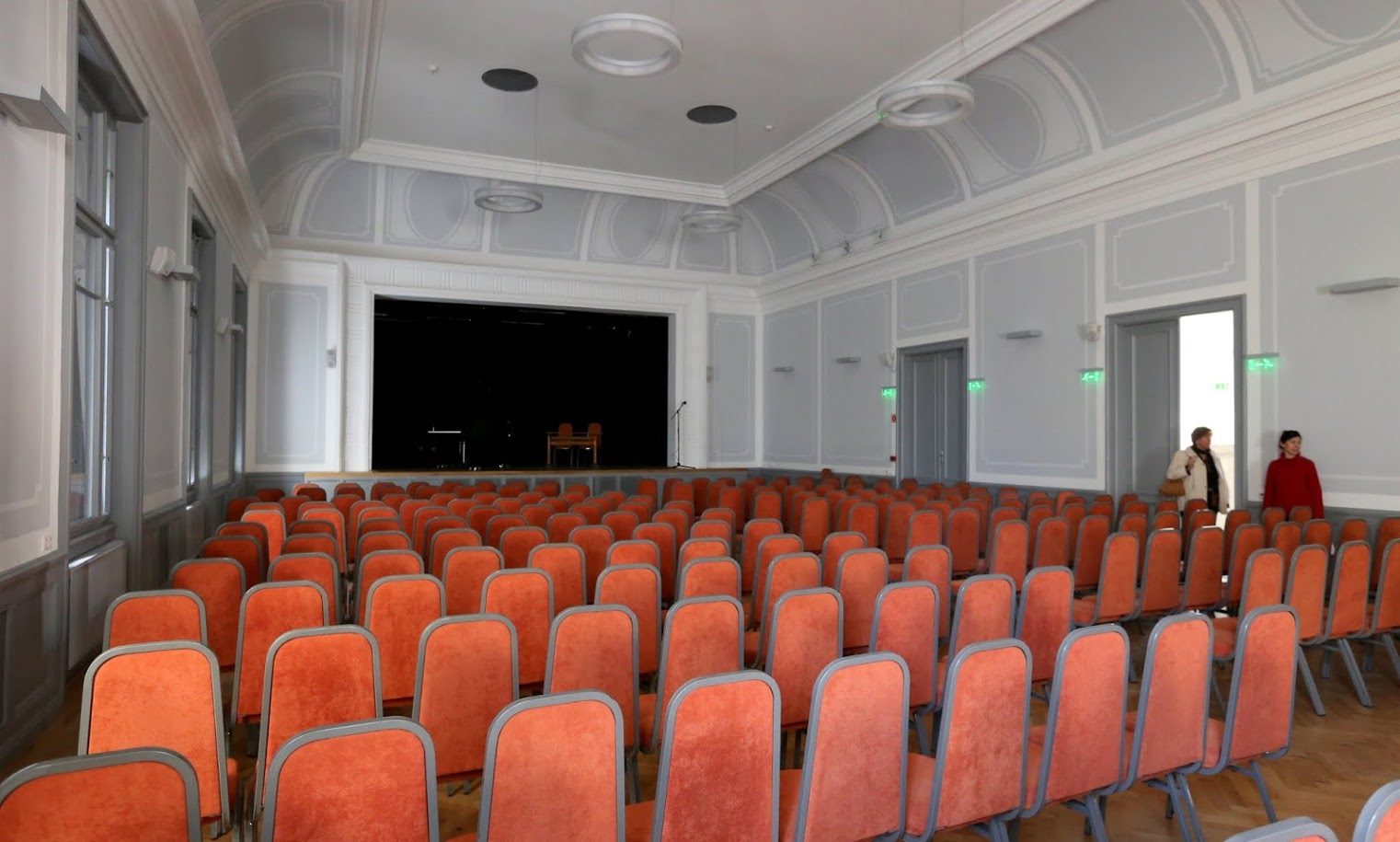
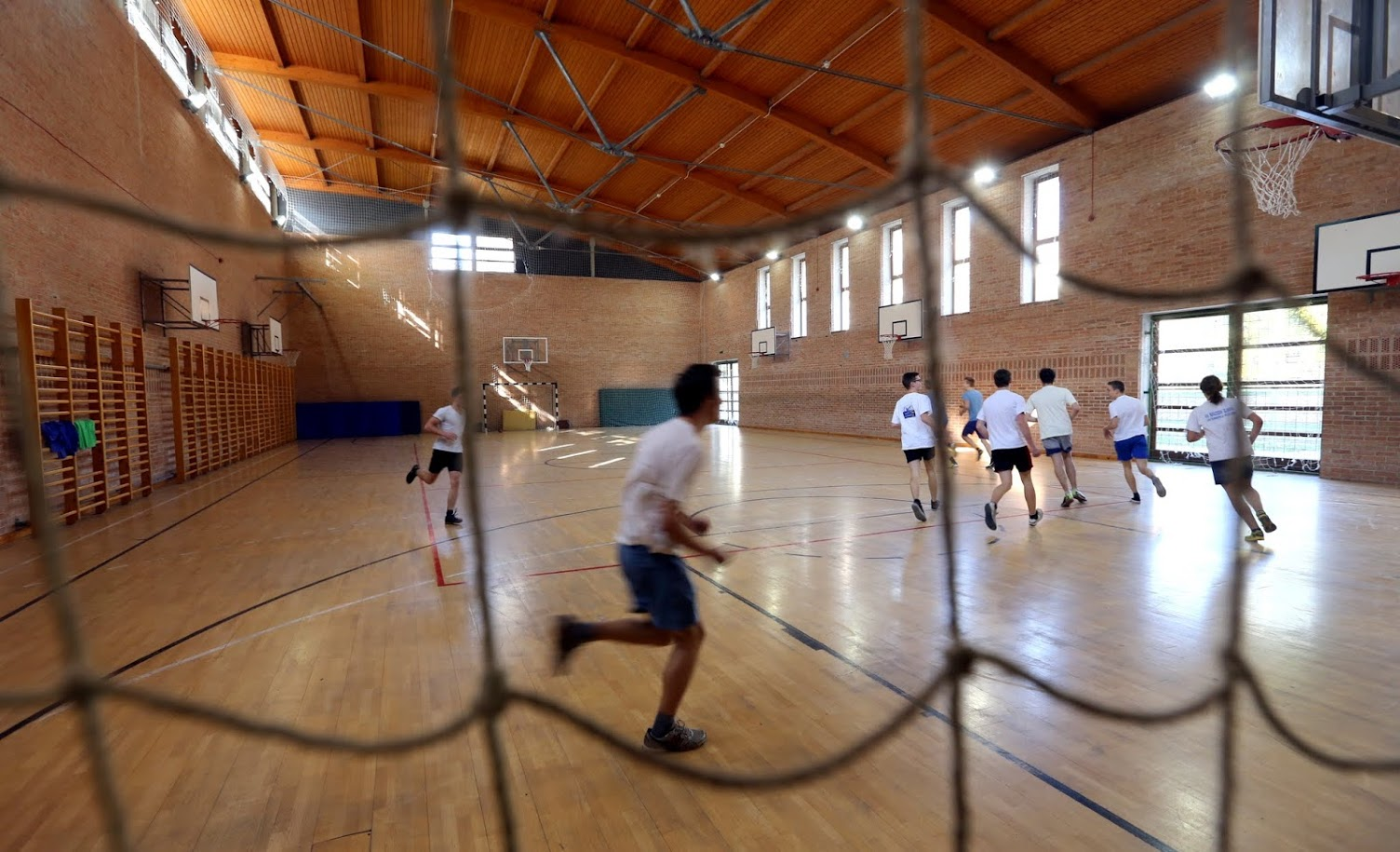
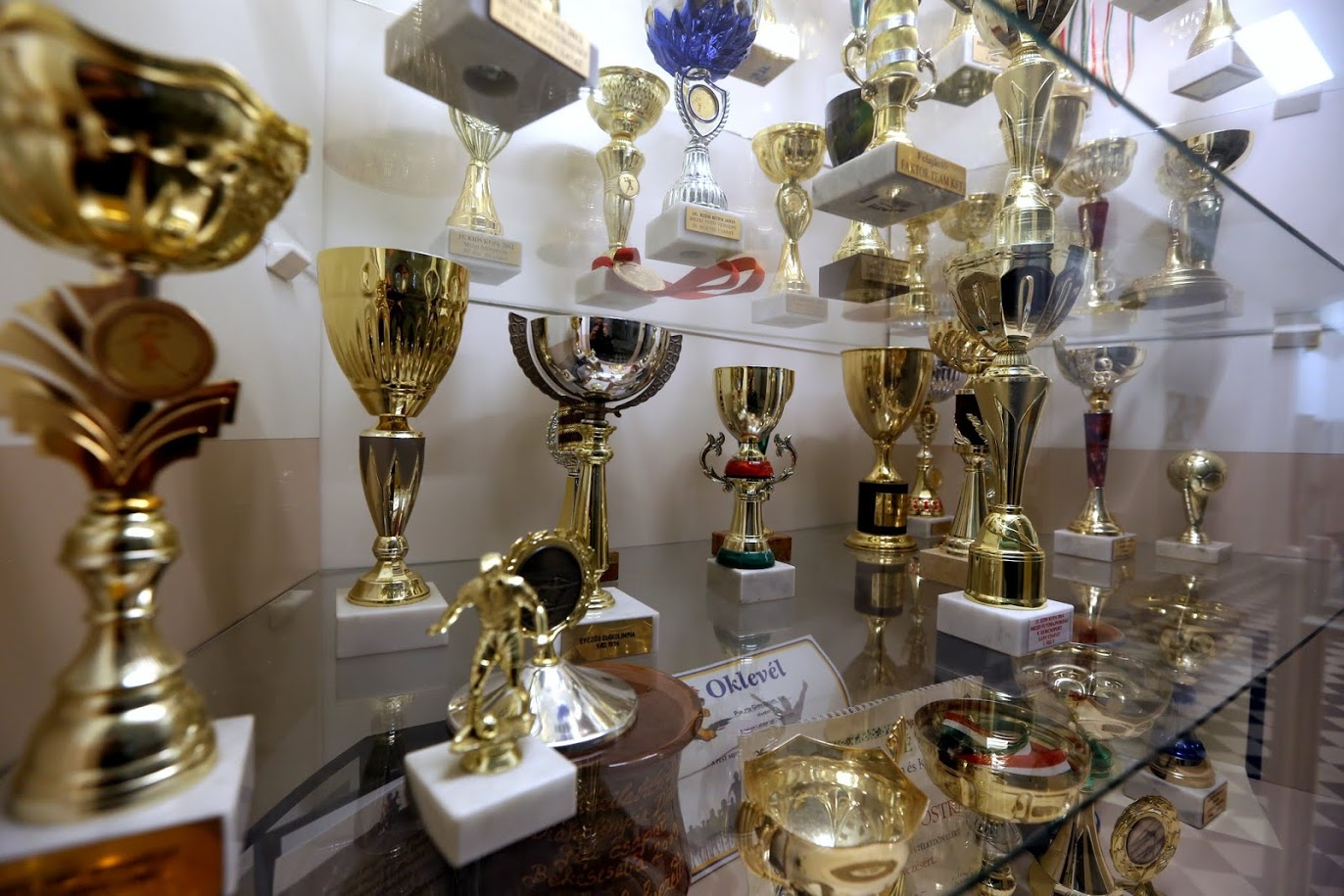
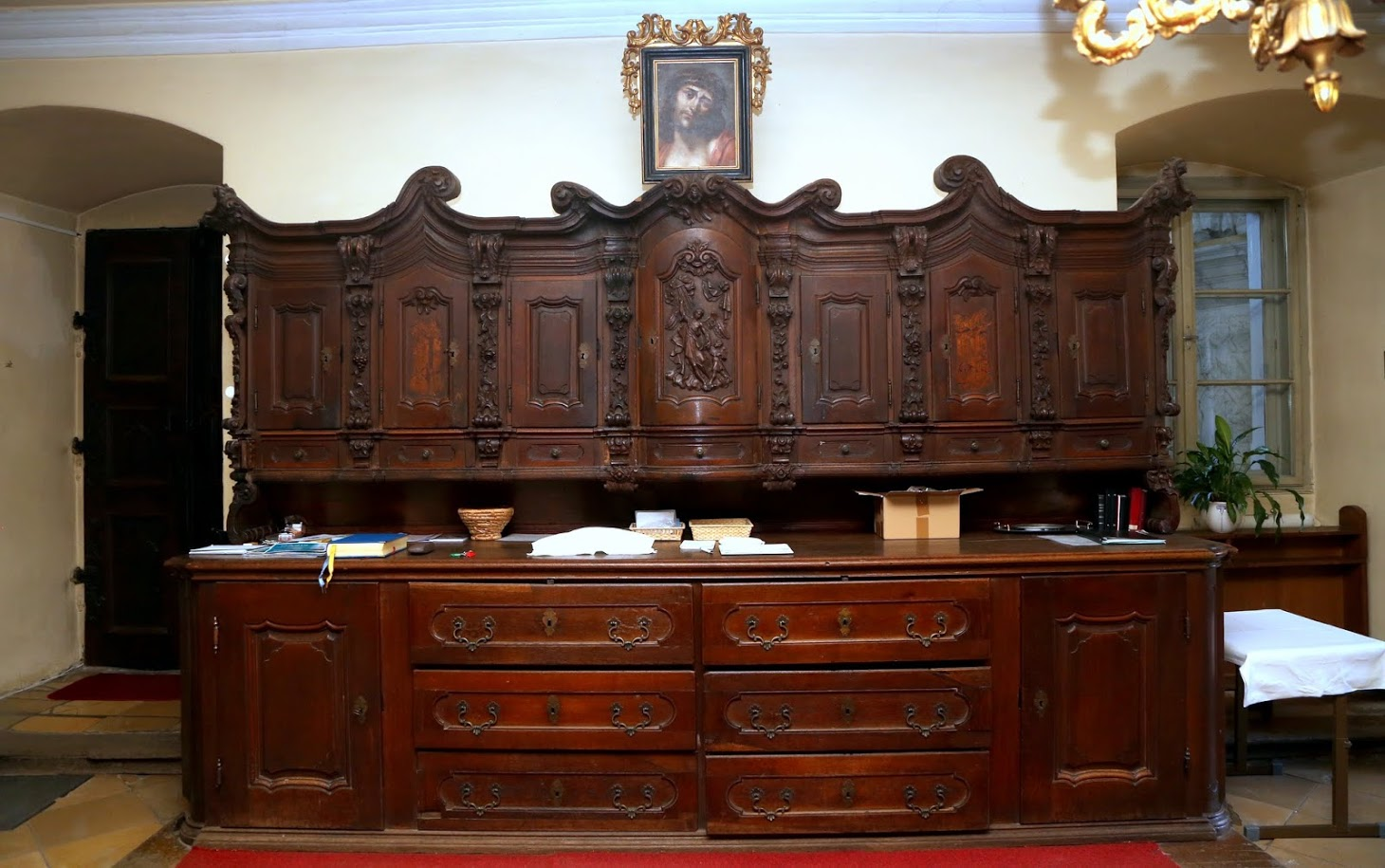
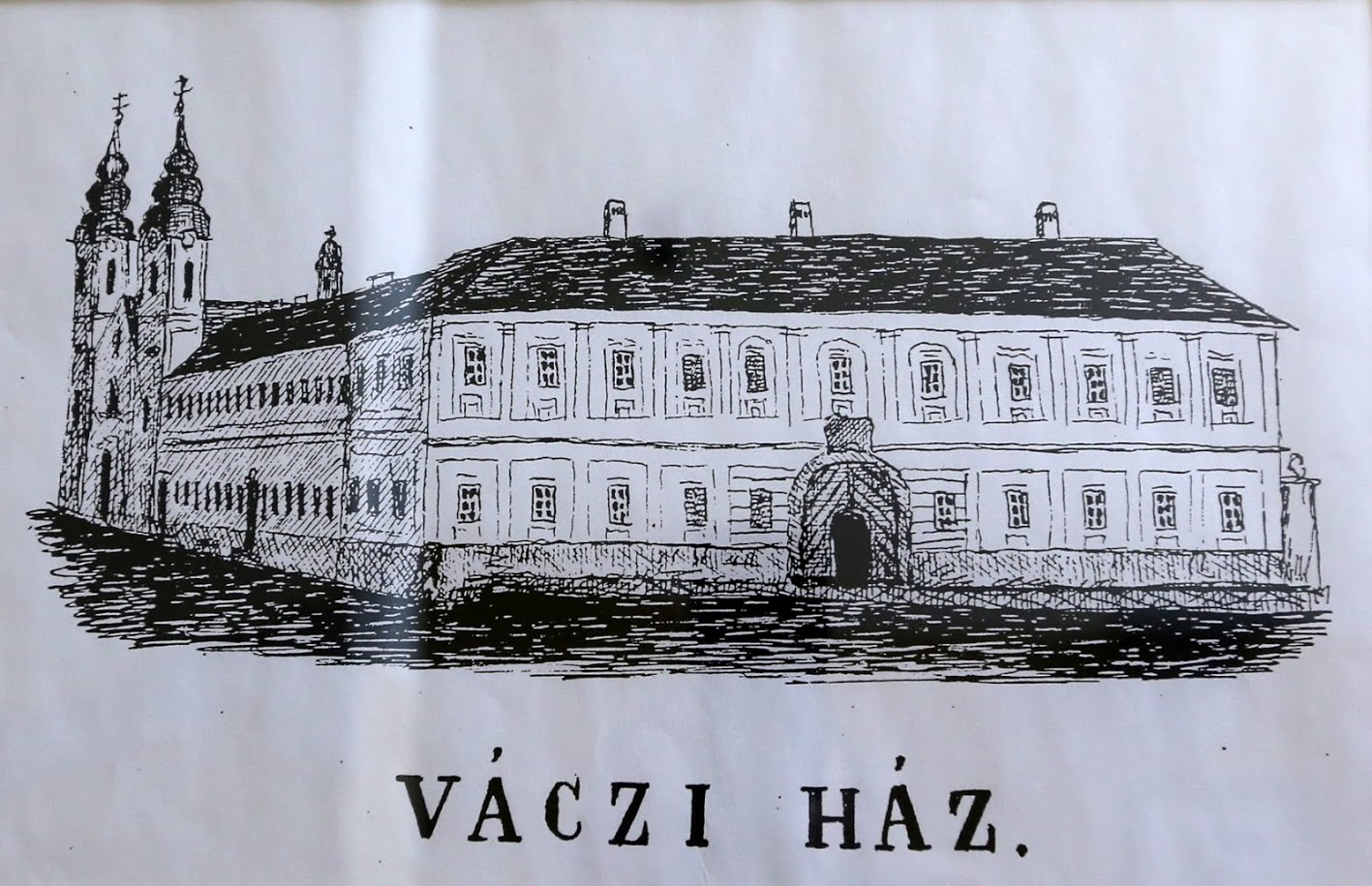
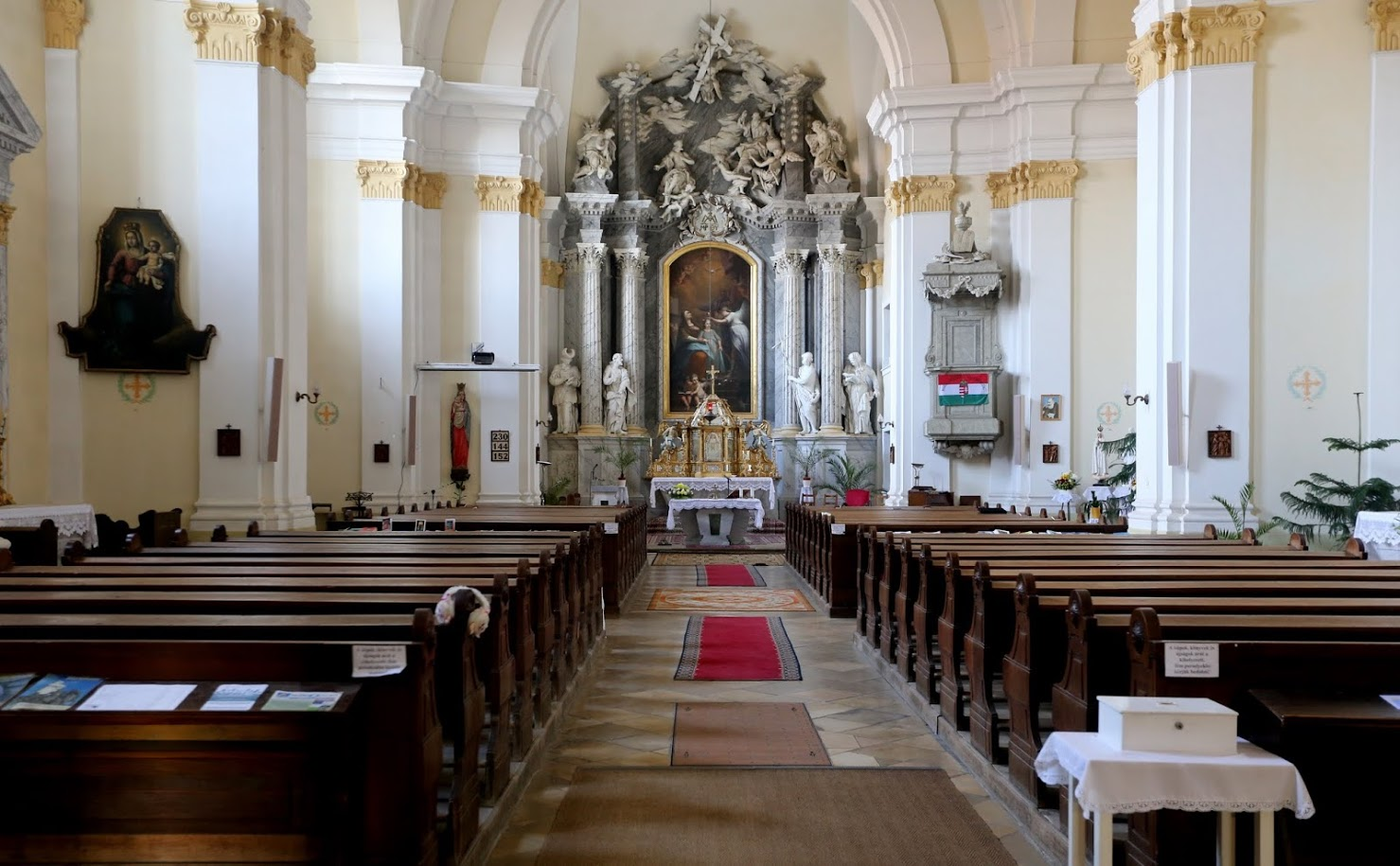
A piaristák temploma Vácott